# Мюллер, Мэй
Мэй Мюллер (англ. Mae Muller; род. 26 августа 1997, Кентиш, Камден, Большой Лондон, Англия) — английская певица и автор песен. Представительница Великобритании на конкурсе песни «Евровидение-2023» с синглом «I Wrote a Song», заняла 25 место.

## Карьера
В 2007 году, будучи ребёнком, Мюллер снялась в клипе британского певца Мики на песню «Grace Kelly».
Свою собственную музыку она начала писать в возрасте восьми лет. Несмотря на то, что её родители стремились, чтобы она поступить в школу Кимболтон в Кембриджшире, Мюллер поступила в Колледж изящных искусств в Белсайз-парке в Лондоне. Ещё подростком она решила бросить работу в American Apparel и работать в пабе в Кентиш-Тауне, чтобы днем заниматься музыкой.
5 апреля 2019 года Мюллер выпустила свой дебютный студийный альбом под названием «Chapter 1». Она поддержала «Little Mix» в их «2019 LM5: The Tour» вместе с «New Rules» . После тура она выпустила сингл «Therapist», который она исполняла в туре до его выпуска. Наряду с выпуском «Терапевта» Мюллер также объявила о своем первом национальном туре, посетив пять городов Великобритании. В сентябре 2020 года Мюллер объявила, что её третий альбом выйдет 6 ноября 2020 года. Альбом под названием «No One Else, Not Even You» был поддержан гастрольным туром по Великобритании и Европе.
В 2021 году Мюллер появился в качестве приглашенного вокалиста в «When You’re Out», продолжении Билленом Тедом их хита номер один «Wellerman». Она присоединилась к шведскому коллективу «Neiked» и американскому рэперу Polo G для записи сингла " Better Days ". «Better Days» попал в десятку лучших поп-трансляций США, а также попал в чарт «UK Singles Chart», заняв 32-е место..
27 октября 2022 года Мюллер выпустила свой сингл «I Just Came To Dance». По состоянию на март 2023 года его транслировали на Spotify более 2,5 миллионов раз.
3 марта 2023 года она выпустила сингл «Feels This Good» в сотрудничестве с Sigala, Кейти Бейсер и Стеффлон Дон. Вскоре за этим последовал её сольный сингл «I Wrote a Song», который, как было объявлено 9 марта 2023 года, стал заявкой Великобритании на конкурсе песни «Евровидение-2023».